# Дідусь Василь Іванович
Діду́сь Васи́ль Іва́нович (1 (14) січня 1907, смт Рокитне, Київської губернії — 3 грудня 1984, м. Харків, УРСР) — український селекціонер у галузі рослинництва, доктор сільськогосподарських наук, професор.
Народився 1 січня 1907 року в селі Рокитне (Київської губернії — тепер Київської області). З 1933 року працював в Українському НДІ рослиництва, селекції та генетики (до 1956 Харківська селекційна станція).
Досліджував внутрішньо-видовий добір у селекції озимої пшениці та акумулятивний добір при вирощуванні елітного насіння. У співавторстві з Л. Делоне розробив метод внутрішньо-сортового добору в лінійних сортах самозапилювачів. Сорт Зенітка, який належить до сорту озимої пшениці, був виведенний саме селекціонером Дідусем Василем Івановичем. Також до якого сортів належить ярий ячмінь Харківський скоростиглий 353-ж.
Помер Василь Дідусь у 3 грудня 1984 року в місті Харкові.